# Fenacetina
La fenacetina (p-etossiacetanilide) è un farmaco introdotto nel 1887 dalla Bayer, avente funzione antipiretica ed analgesica. Le proprietà farmacologiche, così come per l'acetanilide, sono dovute al paracetamolo suo principale metabolita attivo. Attualmente è sempre meno usato nella preparazione dei farmaci per i danni che provoca sia a livello ematologico che renale, tanto che nel 1983 viene bandita dalla FDA.
Per le sue proprietà chimico-fisiche, la fenacetina è spesso usata come sostanza da taglio della cocaina.

## Sintesi
È un derivato acetilico della fenetidina, che può essere quindi ottenuto per acetilazione con anidride acetica di quest'ultima.
La prima sintesi registrata è del 1878 ad opera di Harmon Northrop Morse.
La fenacetina può essere sintetizzata utilizzando la sintesi degli eteri di Williamson: ioduro di etile, paracetamolo, e carbonato di potassio anidro in eccesso, a riflusso in 2-butanone danno il prodotto grezzo che può essere ricristallizzato in acqua:

## Reattività
Questo composto è noto come caso di studio per le reazioni di nitrazione e bromurazione che possono avvenire in differenti posizioni dell'anello aromatico:
- una soluzione di pochi milligrammi in 2 mL di acqua e acido acetico, se addizionata con 2 mL di acido nitrico forniscono una colorazione gialla, per formazione del corrispondente nitro-composto. La nitrazione avviene sull'anello aromatico in posizione orto rispetto al gruppo ammidico.
- da una soluzione di pochi milligrammi in 2 mL di acqua e acido acetico, se addizionata con acido bromidrico in presenza di bromato di potassio, si ottiene il corrispondente derivato bromurato, per sostituzione elettrofila in posizione meta rispetto al gruppo ammidico.[5]

## Effetti sull'uomo
Si noti come possa essere repertata tra i farmaci che rappresentano fattori di rischio per il cancro della vescica assieme alla ciclofosfamide. A questo proposito la fenacetina dà in seguito all'assunzione una particolare colorazione urinaria.